# Atletismo nos Jogos Pan-Americanos de 2019 - Salto em altura feminino
A competição do salto em altura feminino foi um dos eventos do atletismo nos Jogos Pan-Americanos de 2019, em Lima, no Peru. A prova foi realizada no dia 8 de agosto.

## Calendário
Horário local (UTC-5).
| Data        | Horário | Fase  |
| ----------- | ------- | ----- |
| 8 de agosto | 15:20   | Final |

## Medalhistas
| Ouro   | LCA Levern Spencer      |
| Prata  | ATG Priscilla Frederick |
| Bronze | JAM Kimberly Williamson |

## Recordes
Recordes mundial e pan-americano antes da disputa dos Jogos Pan-Americanos de 2019.
| Tipo                             | Atleta             | Marca  | Local        | Data                 |
| -------------------------------- | ------------------ | ------ | ------------ | -------------------- |
|                                  | Stefka Kostadinova | 2,09 m | Roma         | 30 de agosto de 1987 |
| Recorde dos Jogos Pan-Americanos | Coleen Sommer      | 1,96 m | Indianápolis | 13 de agosto de 1987 |

## Resultado final
Os resultados foram os seguintes:  
| Posição           | Atleta                 | Nacionalidade         | 1.74 | 1.79 | 1.84 | 1.87 | 1.90 | Resultado | Notas                |
| ----------------- | ---------------------- | --------------------- | ---- | ---- | ---- | ---- | ---- | --------- | -------------------- |
| Medalha de ouro   | Levern Spencer         | LCA Santa Lúcia       | –    | o    | o    | o    | xxx  | 1.87      |                      |
| Medalha de prata  | Priscilla Frederick    | ANT Antígua e Barbuda | o    | o    | o    | xo   | xxx  | 1.87      | Recorde da temporada |
| Medalha de bronze | Kimberly Williamson    | JAM Jamaica           | o    | o    | o    | xxx  |      | 1.84      |                      |
| 4                 | Jeanelle Scheper       | LCA Santa Lúcia       | o    | xo   | o    | xxx  |      | 1.84      | =                    |
| 5                 | Valdileia Martins      | BRA Brasil            | o    | xo   | xo   | xxx  |      | 1.84      |                      |
| 6                 | Candy Toche            | PER Peru              | o    | o    | xxx  |      |      | 1.79      |                      |
| 7                 | Karla Terán            | MEX México            | xxo  | o    | xxx  |      |      | 1.79      |                      |
| 8                 | Nicole Green           | USA Estados Unidos    | o    | xo   | xxx  |      |      | 1.79      |                      |
| 9                 | María Fernanda Murillo | COL Colômbia          | –    | xxo  | xxx  |      |      | 1.79      |                      |
| 10                | Lorena Aires           | URU Uruguai           | o    | xxx  |      |      |      | 1.74      |                      |
| 10                | Morgan Smalls          | USA Estados Unidos    | o    | xxx  |      |      |      | 1.74      |                      |
| 12                | Isis Guerra            | CUB Cuba              | xo   | xxx  |      |      |      | 1.74      |                      |
| 13                | Sashane Hanson         | JAM Jamaica           |      |      |      |      |      | DNS       |                      |

Legenda
| Recorde mundial                  | Recorde mundial (World record)               |                       | Recorde africano                      | Recorde africano (African) |                                           | Q | Classificado por posição (Qualified) |
| Recorde dos Jogos Pan-Americanos | Recorde pan-americano (Pan-American record)  | Recorde da América    | Recorde da América (Americas)         | q                          | Classificado por melhor tempo (Qualified) |   |                                      |
| Melhor marca do ano              | Melhor marca do ano (World leading)          | Recorde asiático      | Recorde asiático (Asian)              | DNS                        | Não largou (Did not start)                |   |                                      |
| Recorde nacional                 | Recorde nacional (National record)           | Recorde europeu       | Recorde europeu (European)            | DNF                        | Não terminou (Did not finish)             |   |                                      |
| Recorde pessoal                  | Recorde pessoal do atleta (Personal best)    | Recorde da Oceania    | Recorde da Oceania (Oceania)          | DSQ / DQ                   | Desclassificado (Disqualified)            |   |                                      |
| Recorde da temporada             | Recorde da temporada do atleta (Season best) | Recorde sul-americano | Recorde sul-americano (South America) | NM                         | Sem marca (No mark)                       |   |                                      |